# جلیله حیدر
جلیله حیدر (زاده ۱۰ دسامبر ۱۹۸۸) یک فعال حقوق بشر، وکیل مدافع و سیاستمدار پاکستانی از قومیت هزاره در کویته، بلوچستان است. او اولین زن وکیل از اقلیت هزاره کویته است و از مدافعان حقوق هزاره‌ها در جامعه تحت تعقیب پاکستان می‌باشد. وی عضو حزب کارگران عوامی، دبیرکل جبهه دموکراتیک زنان در بلوچستان و یکی از فعالان جنبش تحفظ پشتون است. جلیله حیدر یک سازمان غیرانتفاعی با عنوان «ما انسان‌ها - پاکستان» تأسیس کرد که هدف آن تقویت جوامع محلی اقلیت بلوچستان از طریق تقویت فرصتها برای زنان و کودکان آسیب‌پذیر است.
وی در سال ۲۰۱۹ به عنوان زن سال ۱۰۰ زن بی‌بی‌سی انتخاب گردید و در مارس ۲۰۲۰ وزارت امور خارجه ایالات متحده آمریکا جایزه بین‌المللی زنان شجاع را به او اهدا نمود.

## زندگی‌نامه
جلیله حیدر در ۱۰ دسامبر ۱۹۸۸ در کویته، ایالت بلوچستان، پاکستان متولد شد. وی دارای مدرک کارشناسی ارشد در روابط بین‌الملل از دانشگاه بلوچستان است.

## دیدگاه
جلیله حیدر از حامیان سرسخت حقوق اقلیت هزاره‌ها می‌باشد، او رهبری اعتراضات علیه پاکسازی گروه قومی هزاره‌های کویته را بر عهده دارد. حیدر از حامیان حقوق جوامع آسیب‌پذیر بوده و علیه نقض حقوق بشر و سوءاستفاده آنها صحبت کرده‌است، او علیه ناپدید شدن و قتل اجباری کارگران سیاسی بلوچ نیز مبارزه می‌کند. حیدر علیه جنایاتی که پشتون‌ها با آن روبرو هستند صحبت می‌کند و معتقد است که درد آنها مشابه درد هزاره‌ها است زیرا همه آنها خواستار حق زندگی خود هستند که در قانون اساسی پاکستان تضمین شده‌است.

## فعالیت‌ها

### سیاسی
به دنبال چهار حمله جداگانه علیه جامعه هزاره در آوریل ۲۰۱۸، حیدر یک اردوگاه اعتصاب غذا را به صورت مسالمت آمیز در خارج از باشگاه مطبوعاتی کویته رهبری کرد، که حدود ۵ روز ادامه داشت. حیدر و دیگر رهبران هزاره پاکستان خواستار این بودند که قمر جاوید باجوا، رئیس ستاد ارتش پاکستان، از جامعه هزاره کویته بازدید کند و اقدامات جدی را برای محاکمه مرتکبان و تأمین امنیت آنها انجام دهد. این اعتصابات پس از دیدار جنرال باجوا از کویته پایان یافت و به دنبال آن حیدر و بزرگان هزاره با میر عبدالقدوس بیژنجو، وزیر ارشد بلوچستان، احسن اقبال وزیر داخله فدرال و میر سرفراز بوگتی وزیر داخله ایالتی، گفتگوهای بی‌نتیجه‌ای داشتند.
در تاریخ ۲ مه ۲۰۱۸، رئیس دادگستری پاکستان، میان ثاقب نثار، به‌طور ناگهانی از قتل دوباره هزاره‌ها مطلع شد. او در جلسه بعدی دادرسی در تاریخ ۱۱ مه، این قتل‌های هدفمند را به عنوان پاکسازی قومی جامعه هزاره نامید و همه آژانس‌های امنیتی را موظف کرد گزارش‌های دستگیری نیروهای پشت این قتل‌ها را ارائه دهند.

### وکالت
حیدر جدا از فعالیت سیاسی خود، سال‌ها در شورای وکلای بلوچستان وکالت کرده‌است. وی در دفاع از حقوق زنان تخصص دارد و خدمات حقوقی رایگان را به افرادی که توانایی مالی ندارند در طیف وسیعی از موضوعات از جمله عدالت عادلانه، قتل غیرقانونی، خشونت خانگی، اختلافات زناشویی، آزار جنسی و حقوق مالکیت ارائه می‌دهد.
در سال ۲۰۱۸، حیدر با آقای احسان غنی، هماهنگ‌کننده ملی سازمان مقابله با تروریسم در اسلام‌آباد ملاقات کرد تا شکایات زنان هزاره را به عنوان نان آور خانوارهای شان، که با چالش‌های اجتماعی، اقتصادی و اداری روبرو هستند، مطرح کند.

### دیگر فعالیت‌ها
حیدر همچنین فمینیسم را در بلوچستان ادامه داد و شروع به مبارزه علیه هنجارهای مرد سالاری و و رهبری راهپیمایی اورات، نمود.
در سال ۲۰۲۰ حیدر از دانشگاه ساسکس که یک دانشگاه پژوهشی عمومی واقع در فالمر، ساسکس انگلستان است، بورسیه تحصیلی دریافت نمود.

## دستاوردها
در سال ۲۰۱۴، او به عنوان رهبران نوظهور شورای آتلانتیک عضو پاکستان انتخاب شد و عضو اولین گروه از کارآفرینان اجتماعی پاکستان بود که توسط حلقه راجئف در سال ۲۰۱۵ انتخاب شد. در سال ۲۰۱۵، او به عنوان یکی از نامزدان فهرست «۵۰ زن قدرتمند جهان» از میان بانفوذترین و قدرتمندترین زنان پاکستان انتخاب شد. او همچنین رابط یک مؤسسه سوئدی با جوانان آینده در سال ۲۰۱۶ بود.
او زن سال بی‌بی‌سی در فهرست ۱۰۰ زن بی‌بی‌سی ۲۰۱۹ انتخاب شد؛ این فهرست لیستی از زنان الهام بخش و تأثیرگذار می‌باشد که توسط بی‌بی‌سی هرساله جمع‌آوری می‌شود. وی در مارس ۲۰۲۰ توسط وزیر امور خارجه ایالات متحده به عنوان زن شجاع بین‌المللی انتخاب شد.
او به دلیل دستاوردهای مدنی خود در یک سال گذشته، جایزه رهبران تلویزیون زنان هم ۲۰۲۰ (HUM TV) را دریافت کرد.

## تهدیدات
تهدیدات علیه جلیله حیدر با سخنرانی در جلسه جنبش تحفظ پشتون در کویته در مارس ۲۰۱۸ شروع شد.